# Italiens herrjuniorlandslag i ishockey
Italiens herrjuniorlandslag i ishockey representerar Italien i ishockey för herrjuniorer. Laget spelade sin första landskamp den 5 mars 1979 i Caen under juniorvärldsmästerskapets B-grupp, och förlorade då med 0-3 mot Danmark.

### Fotnoter
1. ↑  ”Championnat du monde 1979 des moins de 20 ans”. Hockeyarvhives. 1978-1979. http://www.passionhockey.com/hockeyarchives/U-20_1979.htm. Läst 15 december 2013.